# Mamo Wolde
Mamo Wolde (Diri Jille, 12 juni 1932 - Addis Abeba, 26 mei 2002) was een Ethiopische atleet, die gespecialiseerd was in de middellange en lange afstand. Hij werd olympisch kampioen op de marathon. Hij nam viermaal deel aan de Olympische Spelen en won hierbij drie medailles.

## Biografie
Wolde deed in 1956 mee aan de Olympische Spelen van Melbourne op de onderdelen 800 m, 1500 m en 4 x 400 m estafette. Op de Olympische Spelen van Tokio in 1964 viel hij uit op de marathon, maar werd later vierde op de 10.000 m. Naar zijn zeggen had hij 1960 overgeslagen, omdat hij op verzoek van de regering naar Congo moest voor een vredesmissie.
Nadat Abebe Bikila in 1960 en 1964 tweemaal goud had gewonnen op de olympische marathon, won Wolde in de ijle lucht van Mexico-Stad op de Olympische Spelen van 1968 de derde gouden medaille voor Ethiopië. Hiervoor had hij al een zilveren medaille op de 10.000 m behaald.
Vier jaar later veroverde Wolde een bronzen medaille op de marathon op de Olympische Spelen van 1972 in München. Dit was zijn derde olympische medaille, die hij behaalde op 40-jarige leeftijd. Hij verweet deze derde plaats aan zijn te krap zittende schoenen die hij aan moest van de Ethiopische officials. Hij won de marathon in 1973 bij de Afrikaanse Spelen.
In 1993 werd Wolde gearresteerd op verdenking van dictator Mengistu Haile Mariam te hebben geholpen bij het uitvoeren van executies gedurende diens regime. Hij gaf als weerwoord dat hij niet aanwezig was bij deze moorden. In 2002 werd hij veroordeeld tot een gevangenisstraf van zes jaar, maar gelijk weer vrijgelaten, omdat hij reeds negen jaar had vast gezeten in afwachting van zijn proces.
Wolde stierf aan een niet vrijgegeven ziekte, een paar maanden na zijn vrijlating. Hij trouwde tweemaal en heeft drie kinderen; een zoon bij zijn eerste vrouw en twee kinderen bij zijn tweede vrouw. Hij is de broer van Demissie Wolde.

## Titels
- Olympisch kampioen marathon - 1968
- Afrikaanse Spelen kampioen marathon - 1973

## Persoonlijke records
| Onderdeel | Prestatie | Jaar |
| --------- | --------- | ---- |
| 5000 m    | 13.38,8   | 1967 |
| 10.000 m  | 28.31,8   | 1964 |
| marathon  | 2:15.09   | 1972 |

## Palmares

### 800 m
- 1956: 7e in serie OS - 1.58,0

### 1500 m
- 1956: 11e in series OS - 3.51,0

### 5000 m
- 1965:  Afrikaanse Spelen - 14.18,6
- 1968:  ½ fin. OS - 14.29,85

### 10.000 m
- 1962:  ISTAF - 28.55,6
- 1964: 4e OS - 28.31,8
- 1968:  OS - 29.27,75
- 1972: 9e in series OS - 28.45,4

### halve marathon
- 1972:  halve marathon van Coamo - 1:04.47

### marathon
- 1963: 12e Boston Marathon - 2:35.09
- 1964:  marathon van Addis Ababa - 2:16.19,2
- 1964: DNF OS
- 1966: 17e marathon van Kosice - 2:31.22,4
- 1967:  marathon van Zarauz - 2:21.30
- 1968:  marathon van Zarauz - 2:19.58,6
- 1968:  OS - 2:20.26,4
- 1969: 4e marathon van Athene - 2:15.17,2
- 1969:  marathon van Seoel - 2:22.07,2
- 1970:  marathon van Addis Abebe - 2:21.50,4
- 1971: 20e marathon van Enschede - 2:31.34
- 1972:  marathon van Addis Abba - 2:15.34
- 1972:  OS - 2:15.08,4
- 1973:  Afrikaanse Spelen - 2:27.33

### veldlopen
- 1967: 4e WK Military in Tunis - 24.52

### 4 x 400 m
- 1956: 5e in kwal. OS - 3.30,0

## Onderscheidingen
- Abebe Bikila Award - 1982

1896: Spiridon Louis ·
1900: Michel Théato ·
1904: Thomas J. Hicks ·
1908: John Hayes ·
1912: Kenneth McArthur ·
1920: Hannes Kolehmainen ·
1924: Albin Stenroos ·
1928: Ahmed Boughéra El Ouafi ·
1932: Juan Carlos Zabala ·
1936: Sohn Kee-chung ·
1948: Delfo Cabrera ·
1952: Emil Zátopek ·
1956: Alain Mimoun ·
1960: Abebe Bikila ·
1964: Abebe Bikila ·
1968: Mamo Wolde ·
1972: Frank Shorter ·
1976: Waldemar Cierpinski ·
1980: Waldemar Cierpinski ·
1984: Carlos Lopes ·
1988: Gelindo Bordin ·
1992: Hwang Young-cho ·
1996: Josia Thugwane ·
2000: Gezahegne Abera ·
2004: Stefano Baldini ·
2008: Samuel Wanjiru ·
2012: Stephen Kiprotich ·
2016: Eliud Kipchoge ·
2020: Eliud Kipchoge ·
2024: Tamirat Tola
- Gemeinsame Normdatei: 1061528650
- World Athletics: 14347314
- Virtual International Authority File: 311631246
- WorldCat: E39PBJkHrBPyjRtBkx3kxJK8G3